# 豺狼座HR
豺狼座HR，又名CD-40 9305，HD 133880、SAO 225474、HR 5624，是豺狼座的一颗恒星，视星等为5.79，位于銀經329.18，銀緯15.22，其B1900.0坐标为赤經15h 1m 42.8s，赤緯-40° 15.22′ 52″。